# Benkovski (Sofia)
Benkovski (Bulgaars: Бенковски) is een dorp in het westen van Bulgarije. Het dorp is gelegen in de gemeente Mirkovo in de oblast Sofia. Het dorp ligt 68 km ten oosten van de hoofdstad Sofia.

## Bevolking
Op 31 december 2019 telde het dorp 112 inwoners, een daling vergeleken met het maximum 462 personen in 1946.
| Bevolkingsontwikkeling tussen 1934 en 2019          |
| --------------------------------------------------- |
|                                                     |
| Bron: Nationaal Statistisch Instituut van Bulgarije |

Het dorp heeft een gemengde bevolking: er wonen zowel etnische Bulgaren (90 personen) en Roma (36 personen), maar ook een kleine groep etnische Turken (3 personen).
| Etnische samenstelling van de respondenten (2011) | Etnische samenstelling van de respondenten (2011) | Etnische samenstelling van de respondenten (2011) | Etnische samenstelling van de respondenten (2011) | Etnische samenstelling van de respondenten (2011) |
| ------------------------------------------------- | ------------------------------------------------- | ------------------------------------------------- | ------------------------------------------------- | ------------------------------------------------- |
|                                                   |                                                   |                                                   |                                                   |                                                   |
| Bulgaren                                          | Bulgaren                                          |                                                   | 67,7%                                             | 67,7%                                             |
| Turken                                            | Turken                                            |                                                   | 2,3%                                              | 2,3%                                              |
| Roma                                              | Roma                                              |                                                   | 27,1%                                             | 27,1%                                             |
| Anders/Onbekend                                   | Anders/Onbekend                                   |                                                   | 2,9%                                              | 2,9%                                              |